# 弗朗西斯科-巴达罗
弗朗西斯科－巴达罗是巴西米纳斯吉拉斯州的一个市镇。总面积463.777平方公里，总人口10269人，人口密度22.1人/平方公里。